# Урожай (футбольный клуб, Минск)
«Урожай» — советский футбольный клуб из Минска. Основан не позднее 1957 года. Последнее упоминание в 1960 году.

## Достижения
- В первенстве СССР — 2-е место в зональном турнире класса «Б» 1960 года.
- В кубке СССР — поражение в 1/2 зонального финала (1957).